# Nihonia mirabilis
Nihonia mirabilis is een slakkensoort uit de familie van de Cochlespiridae. De wetenschappelijke naam van de soort is voor het eerst geldig gepubliceerd in 1914 door Sowerby III.